# 中央国债登记结算

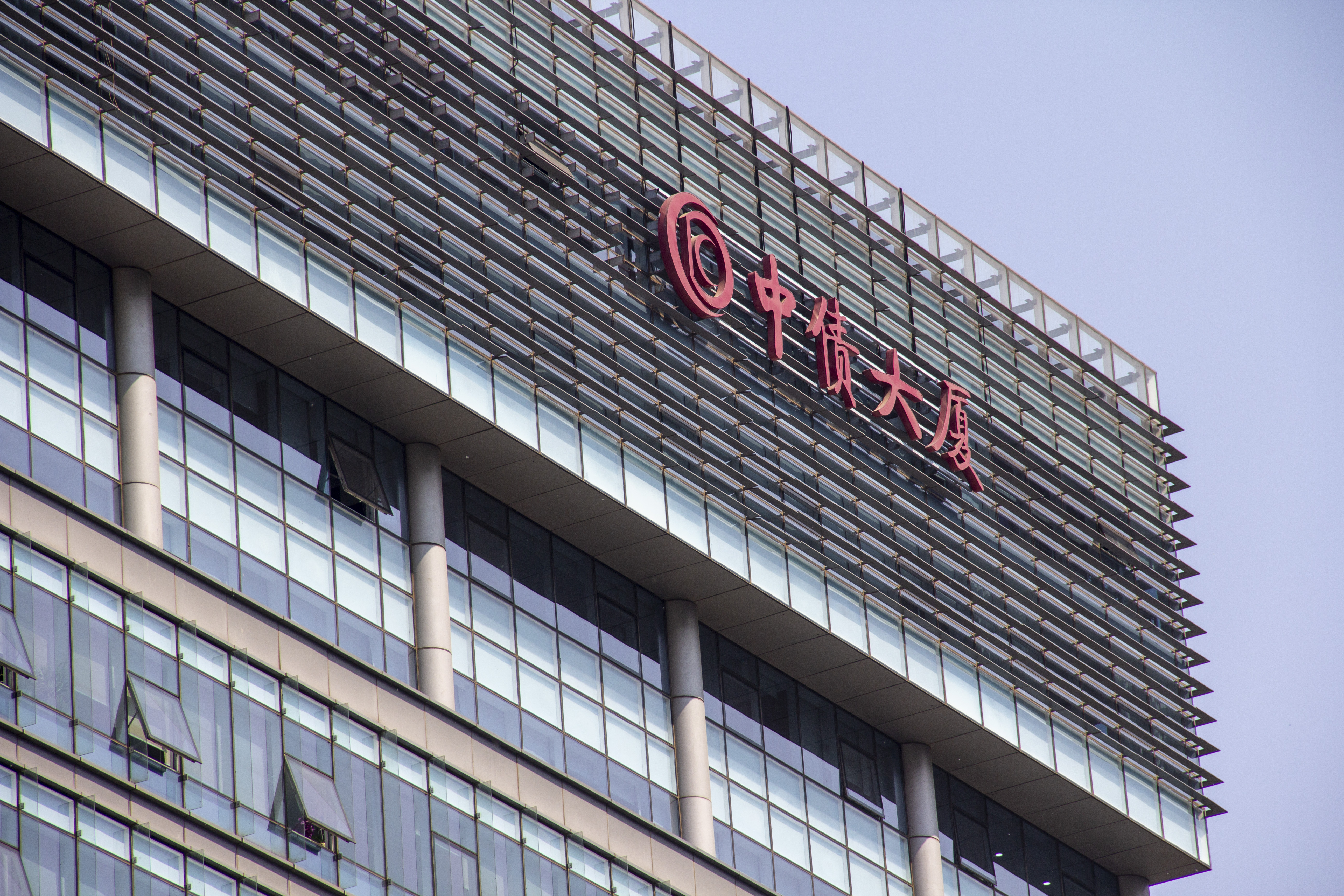
中债大厦

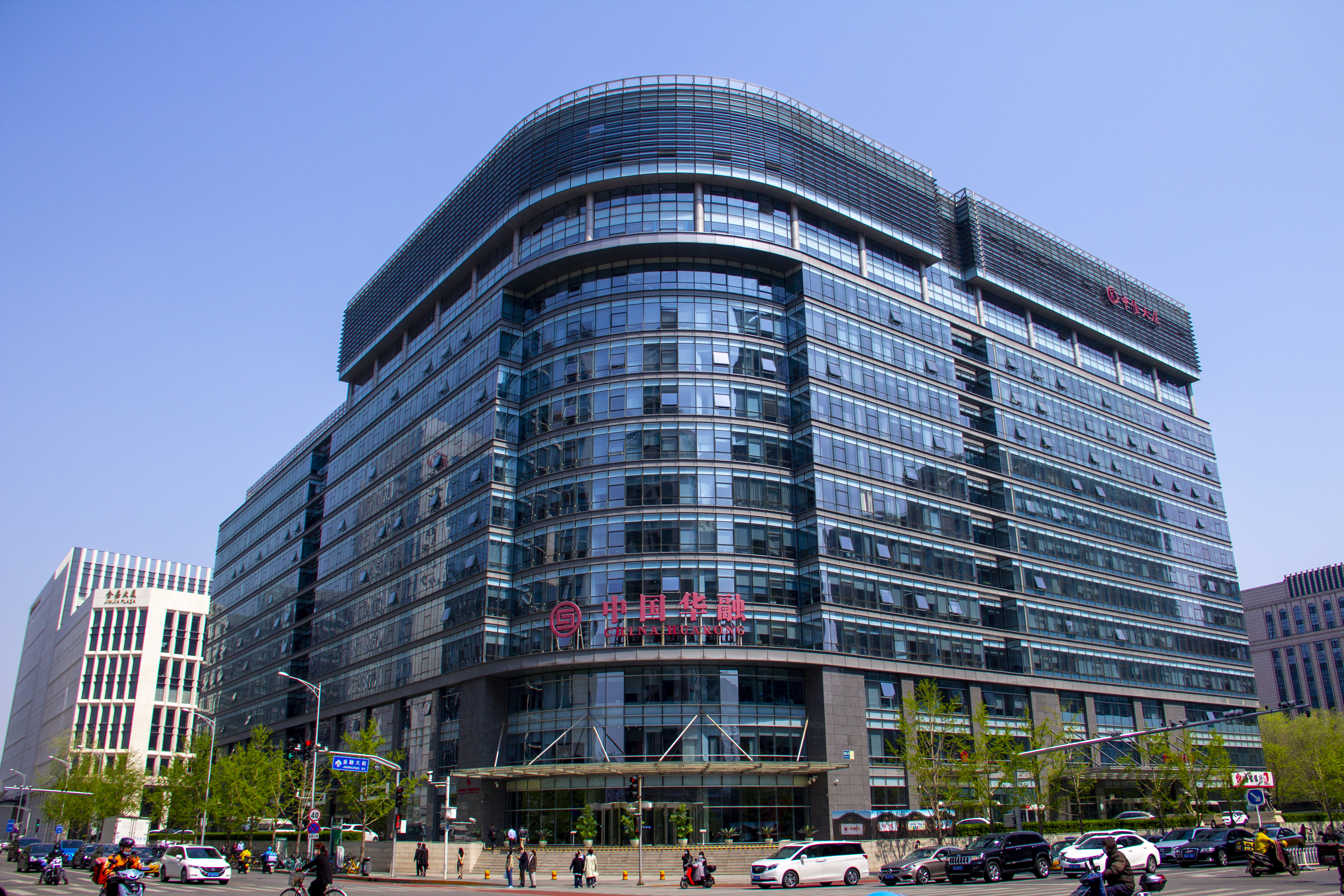
中债大厦与中国华融为同一栋办公楼

中央国债登记结算有限责任公司是中华人民共和国的国债托管清算机构，位于北京市西城区金融大街10号。该公司前身为中国证券交易系统有限公司，运行曾存在的中国大陆场外证券交易系统——NET系统。1996年由中国人民银行和中华人民共和国财政部改组该公司，成立中债公司，并依据《中华人民共和国国债托管管理暂行办法》，主持建立和运营全国国债托管系统。
目前公司党委书记、董事长为吕世蕴，总经理为水汝庆。